# Rive-Nord de Montréal
Pour les articles homonymes, voir Montréal (homonymie).
Pour la société de production, voir Couronne Nord (entreprise).

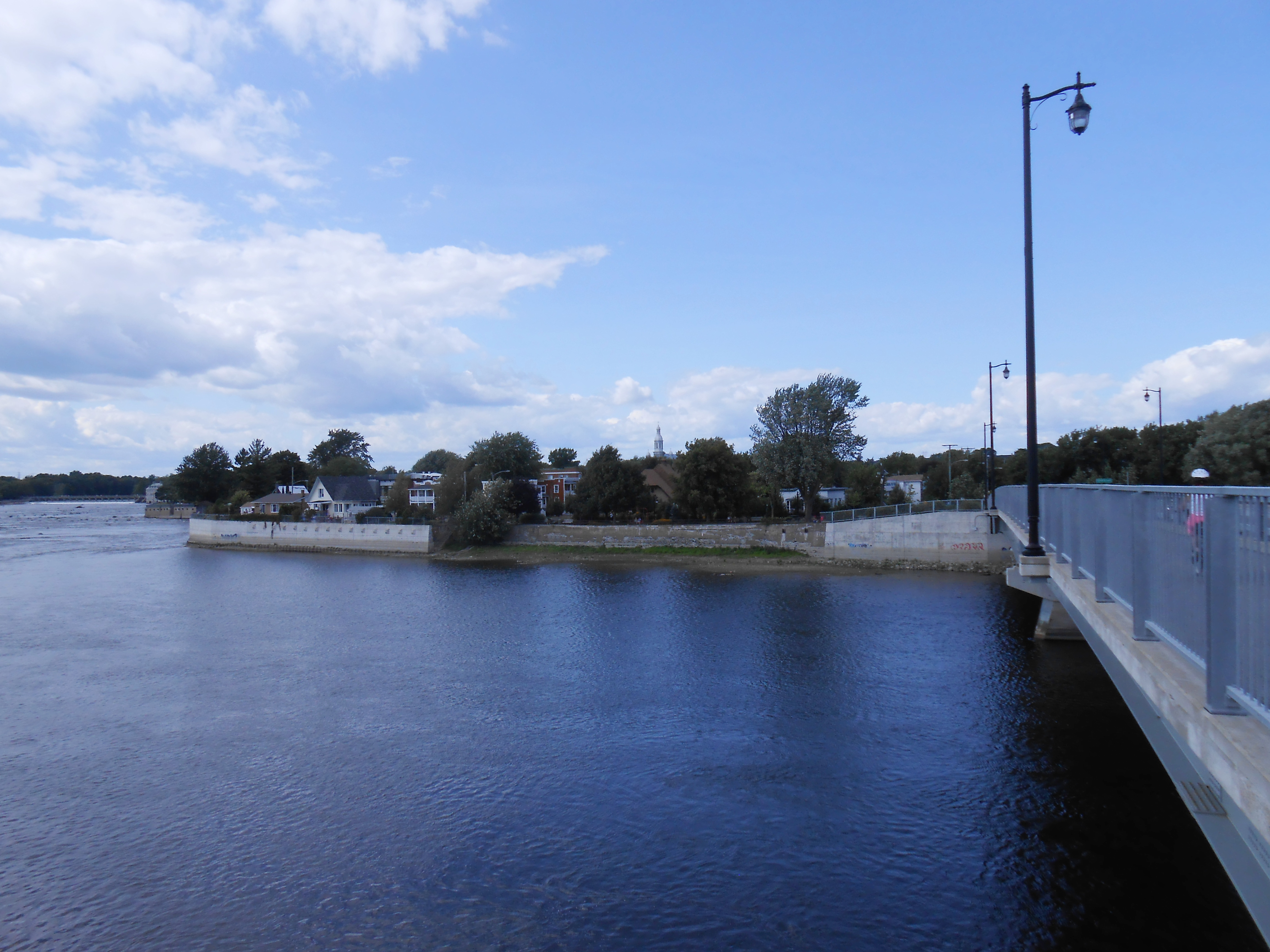
Vue de la rivière des Mille-Îles et du Vieux-Terrebonne.

La Rive-Nord, aussi appelée Couronne Nord, est l'appellation couramment donnée à l'ensemble de la banlieue nord de la région métropolitaine de Montréal, au Québec. 
Son territoire s'étend sur la rive nord de la rivière des Mille Îles et est constituée de 20 municipalités réparties entre les régions des Laurentides et de Lanaudière. 
Bien que la ville de Laval soit communément, mais erronément, associée à la Rive-Nord, elle n'en fait pas partie par son statut d'île.

## Municipalités
Les municipalités de plus de 20 000 habitants sont inscrites en gras. Le genre du statut municipal est réparti comme suit : ville (V), municipalité (M) ou municipalité de paroisse (P).
| Laurentides : - Mirabel, V Municipalités de la MRC Deux-Montagnes (municipalité régionale de comté) - Deux-Montagnes, V - Oka, M - Saint-Eustache, V - Pointe-Calumet, M - Saint-Joseph-du-Lac, M - Sainte-Marthe-sur-le-Lac, V Municipalités de la MRC Thérèse-De Blainville - Blainville, V - Boisbriand, V - Bois-des-Filion, V - Lorraine, V - Rosemère, V - Sainte-Anne-des-Plaines, V - Sainte-Thérèse, V | Lanaudière : Municipalités de la MRC Les Moulins - Mascouche, V - Terrebonne, V Municipalités de la MRC L'Assomption (municipalité régionale de comté) - Charlemagne, V - L'Assomption, V - Repentigny, V - Saint-Sulpice, P - L'Épiphanie, V - Lavaltrie, V |

## Population
La Rive-Nord de Montréal comporte une population d'environ 555 700 habitants.